# Kirkel
Kirkel è un comune nel circondario del Saarpfalz nella Saarland, Germania. È situato a circa 8 km a sudest di Neunkirchen e a 20 km est-nordest di Saarbrücken.
A poche centinaia di metri dal centro del paese ci sono le rovine di un castello relativamente ben conservato. Il piccolo castello di Kirkel fu costruito nel 1075 ed è il punto di riferimento del paese. Infatti, dato che è situato su una piccola collina e per via della sua torre imponente, può essere visto a grande distanza.